# Festival Internacional de Cine de Mujeres de Bombay
El Festival Internacional de Cine de Mujeres de Bombay es un festival de cine anual celebrado en la capital de la India, que exhibe producciones cinematográficas realizadas por cineastas femeninas. Es el festival de cine más importante de Asia dedicado exclusivamente al rol de la mujer en la industria del cine.

## Historia
La primera edición del MWIFF se celebró en Bombay del 8 al 14 de octubre de 2013. En su primera edición, el festival recibió alrededor de 450 películas, de las cuales se proyectaron alrededor de 250 en diferentes teatros de la ciudad. El evento estuvo conformado por siete categorías: Cortometrajes, Documentales, Servicio Público, Largometrajes, World Cinebuster, World Panorama y World Premiere, para exhibir las obras de las mentes creativas y darles una plataforma. Se lanzó el premio "Fatma Begum" en tributo a la primera directora femenina de la India. También introdujo la ceremonia de la Alfombra Rosa en lugar de la ceremonia regular de la Alfombra Roja.
El MWIFF 2013 proyectó películas de las mejores directoras de Bollywood, entre ellas English Vinglish de Gauri Shinde, You Don't Get Life a Second Time de Zoya Akhtar, Om Shanti Om de Farah Khan, Dhobighat de Kiran Rao, Talaash de Reema Kagti y Firaaq de Nandita Das. También se brindaron clases magistrales y sesiones interactivas con profesionales de la industria como el escritor Kamlesh Pandey, el actor Nawazuddin Siddiqui, el escritor y actor Piyush Mishra, la directora Alankrita Srivastava y el director Barnali Ray Shukla sobre diversos temas del cine.
El segundo Festival Internacional de Cine de Mujeres de Bombay se celebró del 6 al 13 de diciembre de 2014, en el histórico cine Liberty Cinema, de 67 años de antigüedad.